# Богданов, Иван Дмитриевич
Иван Дмитриевич Богданов (1774—1831) — генерал-майор морской артиллерии.

## Биография
Родился 26 мая (6 июня) 1774 года. Происходил из обер-офицерских детей.
В 1792 году поступил на службу в морскую артиллерию канониром 2-й статьи, затем, пройдя постепенно «всеми нижними чинами», был 20 февраля 1797 года произведён в мичманы и вскоре назначен адъютантом к генерал-цейхмейстеру Демидову. В 1799 году был произведён в унтер-лейтенанты, в 1801—1809 годах был начальником артиллерийского класса и чертежной для обучения унтер-офицеров и рядовых математике и другим артиллерийским наукам.
В 1809 году произведён в капитан-лейтенанты за изготовление чертежей всем употребляемым в морской артиллерии орудиям и награждён орденом Св. Владимира 4-й степени (на 12-м году службы). В 1814 году Богданов был произведён в капитаны 3-го ранга за отличное снабжение орудиями и станками построенного для Государя Императора фрегата «Россия». Заведуя кронштадтским морским артиллерийским арсеналом, Богданов привел его в большой порядок. В 1818—1824 годах, состоя начальником Канонерского острова и находящейся на нем артиллерийской лаборатории, он руководил изготовлением всех боевых снабжений и припасов для нашего флота. В 1820 году он сделал для морских укреплений станок с платформой на роульсах, по образцу которого поставлены станки на всех морских укреплениях в Кронштадте.
В 1822 году произведён в капитаны 2-го ранга артиллерии и назначен командиром 2-й артиллерийской бригады. В 1823 году был награждён орденом Св. Георгия 4-й степени за выслугу 25 лет в офицерских чинах. В том же году изобрел коронадный станок с платформой, который был принят и установлен на судах флота, за что и получил орден св. Анны 2-й степени. В 1825 г. Богданов состоял присутствующим артиллерийской экспедиции в Адмиралтейств-коллегии, в 1829 году назначен членом общего присутствия Артиллерийского департамента и командиром 3-й морской артиллерийской бригады, а 6 декабря того же года произведён в капитаны 1-го ранга.
Затем он состоял членом и делопроизводителем комитета для рассмотрения и определения конструкций пушек и единорогов морской артиллерии, в 1828—1830 годах исправлял обязанность директора Артиллерийского департамента и бригадного командира, в 1829 году сформировал вновь три морские арестантские роты по кораблестроительной части, которые и поступили под его начальство. В то же время Богданов был назначен членом комиссии для наблюдения за устройством конгренговых ракет иностранца Моро и в комиссию по усовершенствованию крепостных лафетов и орудий, отливаемых «из нового» металла. В декабре 1830 года он был произведён в генерал-майоры. И. Д. Богданов принимал участие в составлении «Морского словаря» адмирала Шишкова.
Умер 30 июня (12 июля) 1831 года. Похоронен на Смоленском православном кладбище.